# 1916年2月3日日食
1916年2月3日日食是一次日全食，發生於1916年2月3日。新月當天（即朔日），地球上觀測到月球和太阳的角距離極小，此時月球如果恰好在月球交點附近，穿過太阳和地球之間，與地球、太阳接近一直線，則會出現日食。月球本影接觸地表而使該區域完全得不到陽光，就會形成日全食，同時在本影兩側數千公里的半影範圍內遮擋部分陽光，形成日偏食。此次日全食經過了哥伦比亚、委內瑞拉、瓜德罗普，日偏食則覆蓋了美洲大部分及大西洋東北岸的部分地區。

## 日食概況

### 出現區域
太平洋東部、法国海外領土克利珀頓島以西約1300公里的洋面在日出時最先看到日全食。此後月球本影先向東偏南再向東北，斜貫哥伦比亚北部和委內瑞拉西北部後在委內瑞拉法爾孔州以東約70公里的加勒比海南部海域達到最大食分。此後本影繼續向東北，覆蓋了委內瑞拉聯邦屬地和法国殖民地瓜德罗普的部分島嶼後斜貫北大西洋，在日落時分結束於愛爾蘭島以南約220公里的凱爾特海海域。
本影經過的陸地依次包括：
- 哥伦比亚：自西南向東北斜貫喬科省中部偏南，擦過里薩拉爾達省北端和卡爾達斯省西北角，斜貫安蒂奧基亞省中部偏南，經過博亞卡省西北角和玻利瓦尔省南部，斜貫桑坦德省中部偏北，經過塞薩爾省南端，斜貫北桑坦德省中部偏南；
- 委内瑞拉合众国：阿普雷州極西北角、塔奇拉州除東南部和極西北角外的大部、蘇利亞州南部、梅里達州除南部外的大部、巴里納斯州北部、特魯希略州中南部、波圖格薩州北部、拉臘州東南半部、科赫德斯州北部、亞拉奎州、法爾孔州東南部、卡拉沃沃州西北部、阿拉瓜州西北端，聯邦屬地的拉斯阿韋斯群島極東南角、羅克斯群島、拉奧奇拉島；
- ：全境除瑪麗-加朗特島外的大部分（不含法屬聖馬丁和聖巴泰勒米），其中包括首府巴斯特爾，是本次全食帶內唯一首都或首府。[3][4]

除了狹窄的全食帶內能看見日全食之外，月球半影覆蓋範圍內都能看到日偏食，包括北美洲除阿拉斯加領地（今美国阿拉斯加州）、加拿大北部、格陵兰北半部外的大部分，南美洲中北部、欧洲西部、非洲西北部。

### 基本參數
- 類型：日全食
- 食甚中心處（位於委內瑞拉法爾孔州以東約70公里的加勒比海）資料：
  - 時間：1916年2月3日16:00:03.1
  - 地點：11°7.5′N 67°39.6′W / 11.1250°N 67.6600°W
  - 食分：1.0280（全食帶內最大）
  - 日全食持續時間：2分36.2秒

## 觀測
阿根廷國家天文台（今科爾多瓦天文台）派觀測隊到委內瑞拉法爾孔州圖卡卡斯觀測了日全食。由於第一次世界大战導致經濟蕭條，此次無法將最優的設備運至觀測地。觀測隊在1915年12月2日離開阿根廷科爾多瓦省，1916年1月14日抵達圖卡卡斯。抵達後最初一週內，圖卡卡斯都在下大雨。2月3日日全食當天清晨仍有大雨，此後天氣有所好轉，到全食階段時，天空中僅有一層薄霧，對觀測稍微有些干擾。觀測隊完成了拍攝日冕圖片、光譜觀測等任務。由於委內瑞拉法爾孔州在1998年2月26日又出現了一次日全食，本次觀測資料也被用來和1998年的觀測結果做對比。

## 相關的日食

### 1913-1917年的日食
月球交替位於相對的月球交點時，以半個交點年（食年），即約177天又4小時間隔出現下列日食。
註：1913年4月6日和1913年9月30日的日偏食屬於上一組交點年系列。1916年12月24日、1917年6月19日的日偏食和1917年12月14日的日環食屬於下一組交點年系列。
| 降交點   | 降交點                   |          | 升交點                   | 升交點 |
| 沙羅周期 | 地圖                     | 沙羅周期 | 地圖                     |        |
| 114      | 1913年8月31日 偏食（北） | 119      | 1914年2月25日 環食       |        |
| 124      | 1914年8月21日 全食       | 129      | 1915年2月14日 環食       |        |
| 134      | 1915年8月10日 環食       | 139      | 1916年2月3日 全食        |        |
| 144      | 1916年7月30日 環食       | 149      | 1917年1月23日 偏食（北） |        |
| 154      | 1917年7月19日 偏食（南） |          |                          |        |

### 沙羅周期
沙羅周期長度為18年11天。本次日食屬於沙羅周期139，共包含71次日食，依次為1501年5月17日至1609年7月30日的7次日偏食、1627年8月11日至1825年12月9日的12次全環食（亦稱混合食）、1843年12月21日至2601年3月26日的43次日全食、2619年4月6日至2763年7月3日的9次日偏食，總共歷時1262.11年。其中最長的全食為本周期第39次日食，發生於2186年7月16日，共持續7分29秒，是公元前4000年至公元6000年間持續時間最長的日全食。
下表列舉了1901年至2200年間發生的屬於該周期的日食，是第24至39次：
| 24            | 25            | 26            |
| ------------- | ------------- | ------------- |
| 1916年2月3日  | 1934年2月14日 | 1952年2月25日 |
| 27            | 28            | 29            |
| 1970年3月7日  | 1988年3月18日 | 2006年3月29日 |
| 30            | 31            | 32            |
| 2024年4月8日  | 2042年4月20日 | 2060年4月30日 |
| 33            | 34            | 35            |
| 2078年5月11日 | 2096年5月22日 | 2114年6月3日  |
| 36            | 37            | 38            |
| 2132年6月13日 | 2150年6月25日 | 2168年7月5日  |
| 39            |               |               |
| 2186年7月16日 |               |               |

## 資料來源
1. ↑  樊忠玉. . 中国天文科普网.   [2016-04-02]. （原始内容存档于2014-09-17）.
2. 1 2  Fred Espenak. . NASA Eclipse Web Site.   [2016-04-02]. （原始内容存档于2020-10-20）.（英文）
3. ↑  Fred Espenak. . NASA Eclipse Web Site.   [2016-04-02]. （原始内容存档于2020-10-20）.（英文）
4. ↑  Xavier M. Jubier. .   [2016-04-02]. （原始内容存档于2019-06-09）.（法文）（英文）
5. ↑  Fred Espenak. . NASA Eclipse Web Site.   [2016-04-02]. （原始内容存档于2017-12-28）.（英文）
6. ↑  C. D. Perrine. . Publications of the Astronomical Society of the Pacific. 1916-12, 28 (166): 247–252  [2016-04-02]. （原始内容存档于2019-08-28）.（英文）
7. ↑  Marcos A. Peñaloza-Murillo.  (PDF). Earth, Moon and Planets. 2002, 91: 125–159  [2016-04-02].[永久]（英文）
8. ↑  Fred Espenak. . NASA Eclipse Web Site.（英文）
9. ↑  Fred Espenak. . NASA Eclipse Web Site （英语）.

## 外部連結
- NASA日食專頁（页面存档备份，存于）（英文）
- 可見區域圖和時間統計：由弗雷德·埃斯佩纳克做出的日食預報，NASA/GSFC
  - Google互動地圖呈現的日食範圍
  - 貝塞爾元素
- Google地圖顯示的日全食和日偏食範圍（页面存档备份，存于）（法文）（英文）

| \| \| 日食 \|                             |                             |                                           |
| 上一次日食： 1915年8月10日日食 （日環食） | 1916年2月3日日食 （日全食） | 下一次日食： 1916年7月30日日食 （日環食） |
| 上一次日全食： 1914年8月21日日食          | 1916年2月3日日食 （日全食） | 下一次日全食： 1918年6月8日日食           |
|                                           | 日食                        |                                           |